# Virág Cukrászda és Kávéház

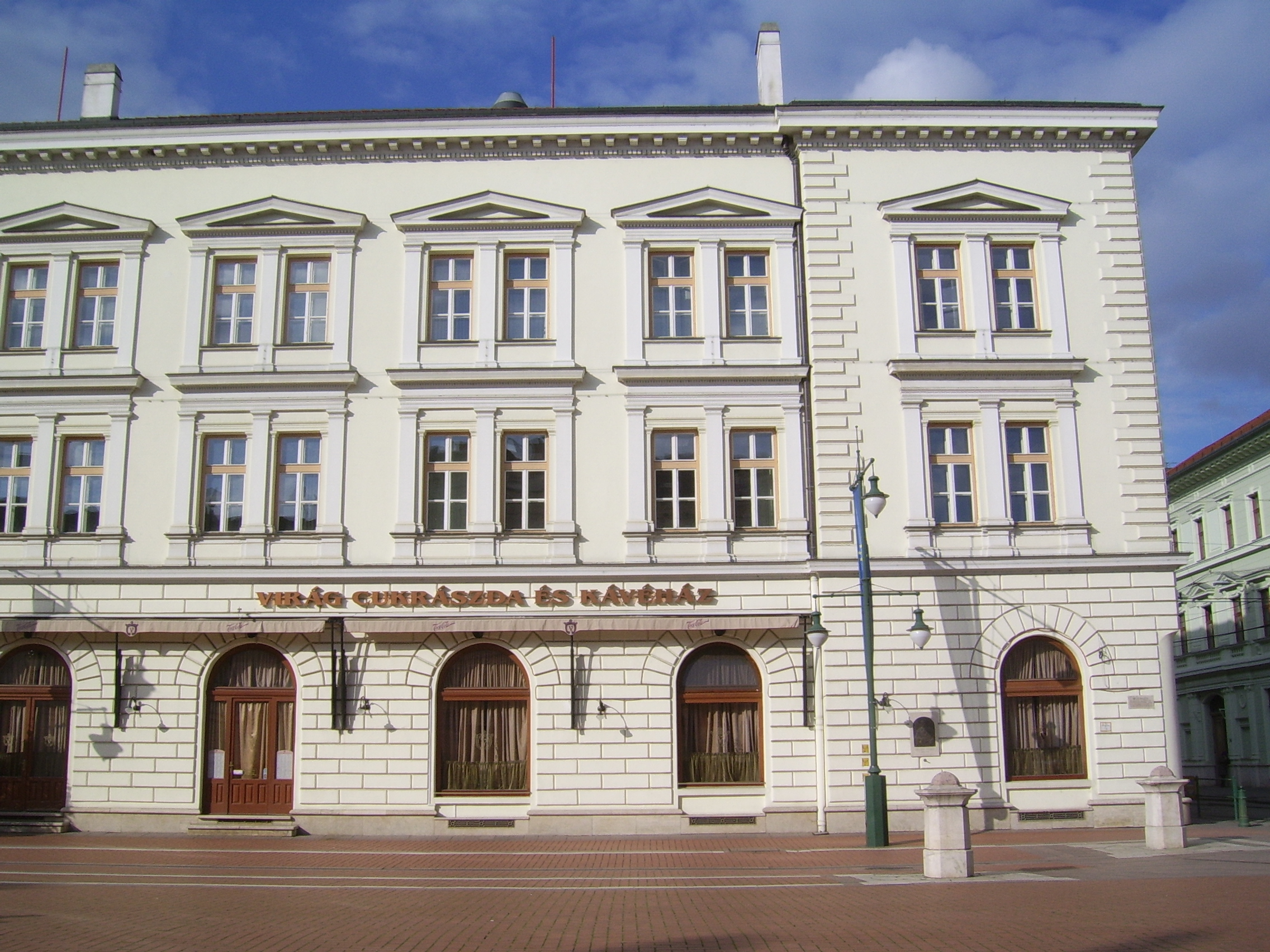
Virág Cukrászda és Kávéház

A Virág cukrászda Szegeden, a Klauzál téren, az ún. Új Zsótér-ház földszintjén található. Nemcsak cukrászda, hanem étterem is.
Neobarokk stílusú épülete a szegedi nagy árvíz előtt épült, 1873-ban. A cukrászdát 1874-ben nyitották meg, Allemann és társa cukrászdája néven. Az 1880-as évektől Árvay Sándor a tulajdonosa. 1922-ben Virágh Géza temesvári cukrász és testvérei, Béla és József vásárolták meg és tették híressé; a belső teret rokokó stílusúra alakították. 1928-ban a párizsi világkiállításon aranyérmet nyert cukrászkülönlegességeivel. Gyakran reggelizett itt József Attila, aki az egyik tulajdonos barátja volt.
Neve az államosítás után változott Virághról Virágra. A közelben található a hozzájuk tartozó Kis Virág cukrászda is. Mind a két cukrászdát 2010 tavaszán bezárták és sorsuk hosszú ideig bizonytalan volt.
2010-ben Szeged város önkormányzata a kulturális értéket jelentő Virág cukrászdát meg kívánta menteni, ezért, elővásárlási jogával élve, 275 millió forintért megvásárolta az ingatlant és kérte az ingatlanok kiürítését. A bérlő a kérésnek nem tett eleget, ezért az ügy a bíróság elé került, a bíróság pedig szakértőt rendelt ki.
2016. június 3-án újra kinyitott, megszépített, de főként eredeti állapotában.